# 中国森林资源
中國森林面積超过200萬平方公里，由於各地自然條件差異大，森林植物和森林類型極為豐富多樣。但由於人口眾多，人均森林面积只有世界平均的1/4，人均森林蓄积只有世界平均的1/7，資源少、分布不均。

## 历史
学者分析1700~1998年近300年来中国森林变迁的结果表明，近300年来中国现境内森林覆被率变化曲线呈先抑后仰的态势。以1960年代为界，此前260年间减少森林面积达1.66×108hm2, 覆被率下降约17%；近40年间增加森林面积约0.7×108hm2, 覆被率提高了约8%。2020年，中国更在过去10年中，平均每年增加了193.7万公顷的森林，但大量種樹也帶來一系列生態問題，逐漸研究出向原生态種植的策略改進。截至2023年底，中国森林覆盖率超过25%，森林蓄积量超过200亿立方米。

## 現況
根據中國森林調查報告，從2009年到2013年，中國的森林资源有以下變化特点：

### 森林总量增长
- 森林面积：208萬平方公里，增加13万平方公里。
- 森林覆盖率：21.63%，提高1.27个百分点。
- 森林蓄积：151.37亿立方公尺，增加14.16亿立方公尺，其中
  - 天然林蓄积增加量占63%，
  - 人工林蓄积增加量占37%。

### 森林品质提高
- 森林每公顷蓄积量：89.79立方公尺，增加3.91立方公尺
- 每公顷年均生长量：4.23立方公尺，增加0.28立方公尺
- 每公顷株数增加30株，平均胸径增加0.1公分
- 森林植被总生物量：170.02亿公噸，
- 森林总碳储量：84.27亿公噸；
- 森林年涵养水源量：5807.09亿立方公尺，
- 森林年固土量：81.91亿公噸，
- 森林年保肥量：4.30亿公噸，
- 森林年吸收污染物量：0.38亿公噸，
- 森林年滞尘量：58.45亿公噸。

### 天然林增加
- 天然林面积：121.84万平方公里，增加了2.15万平方公里。
- 天然林蓄积：122.96亿立方公尺，增加了8.94亿立方公尺。
- 天保工程区天然林面积增加1.89万平方公里，蓄积增加5.46亿立方公尺。

### 人工林发展快
- 人工林面积：69.33万平方公里，增加了7.64万平方公里。
- 人工林蓄积：24.83亿立方米，增加了5.22亿立方米。

### 森林采伐中人工林比重上升
- 森林年均采伐量：3.34亿立方公尺。其中，
  - 天然林年均采伐量：1.79亿立方公尺，减少5%；
  - 人工林年均采伐量：1.55亿立方公尺，增加26%；
- 人工林采伐量占森林采伐量的46%，上升了7个百分点。

## 各林區概況
- 東北林區：中國第一大林區，主要為天然林，植被多為針葉林和針闊葉混交林，經過採伐更新和人工改造經營，人工林的比重逐漸增加。
- 青藏高原東南部林區：中國第二大林區，植被主要是亞高山針葉林和針闊葉混交林。這裡是長江許多支流的上游，森林涵養水源的作用相當重要。
- 南方林區：面積大，氣候條件好，具有林業生產潛力，中國的特有樹種多源產於此。北回歸線以南具有部分熱帶季雨林，珍貴生態資源豐富。
- 華北林區：因為開發較早以及雨量較少，此區林木散生在人類聚落之間，需要大力保護和培育森林帶。
- 西北林區：西北大多屬乾旱地區，除了綠洲外，只有少部分的胡楊林、雲杉林等。